# ゴリアテの首を持つダヴィデ (カラヴァッジョ、ウィーン)
『ゴリアテの首を持つダヴィデ』（ゴリアテのくびをもつダヴィデ、独: David mit dem Haupt des Goliath、英: David with the Head of Goliath）は、イタリア・バロック期の巨匠カラヴァッジョが制作した絵画である。カラヴァッジョへの帰属については議論の対象となってきた作品で、彼の作品としては珍しく、キャンバスではなくポプラ板上に油彩で描かれている。主題は、『旧約聖書』の「サムエル記上」(13-17章ほか) に記述されるダヴィデの逸話である。現在、ウィーンの美術史美術館に所蔵されている。制作年については、所蔵先の美術史美術館は『ロザリオの聖母』 (美術史美術館、ウィーン) など画家のローマ時代の作品との類似性により1600-1601年ごろとしているが、ナポリ時代の1606-1607年ごろとする見方もある。

## 作品
イタリアの美術理論家ジョヴァンニ・ピエトロ・ベッローリによると、イタリアにいたスペインの第2代ビリャメディアーナ伯爵フアン・デ・タシスがカラヴァッジョの『ダヴィデ』を所有していたが、半身像と記述されるその作品が本作に該当するようである。その後、作品はチャールズ1世 (イングランド王) のコレクションに入り、最終的に1667年にレオポルト1世 (神聖ローマ皇帝) が取得した。

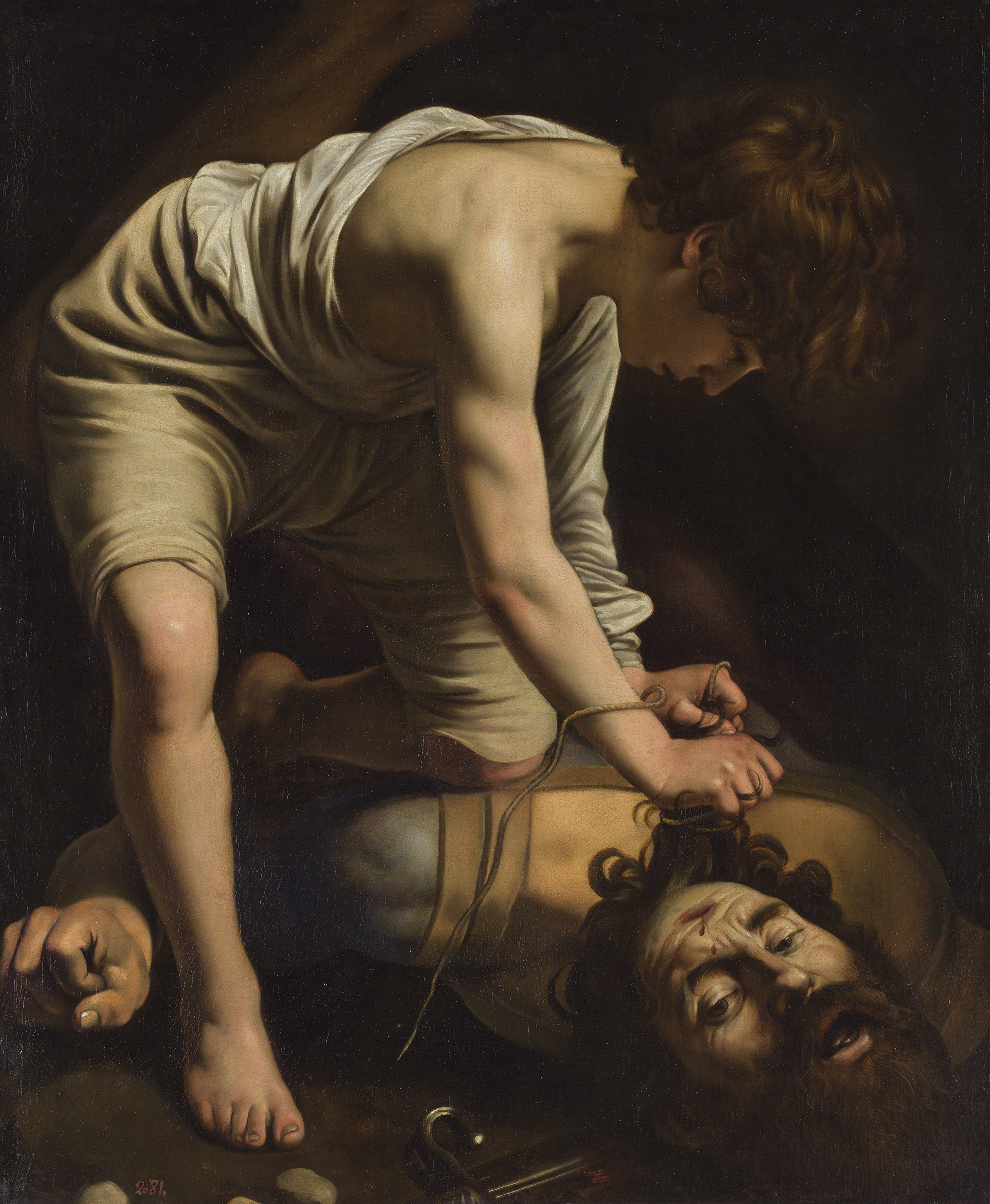
カラヴァッジョ『ダヴィデとゴリアテ』 (1598-1599年)、プラド美術館、マドリード

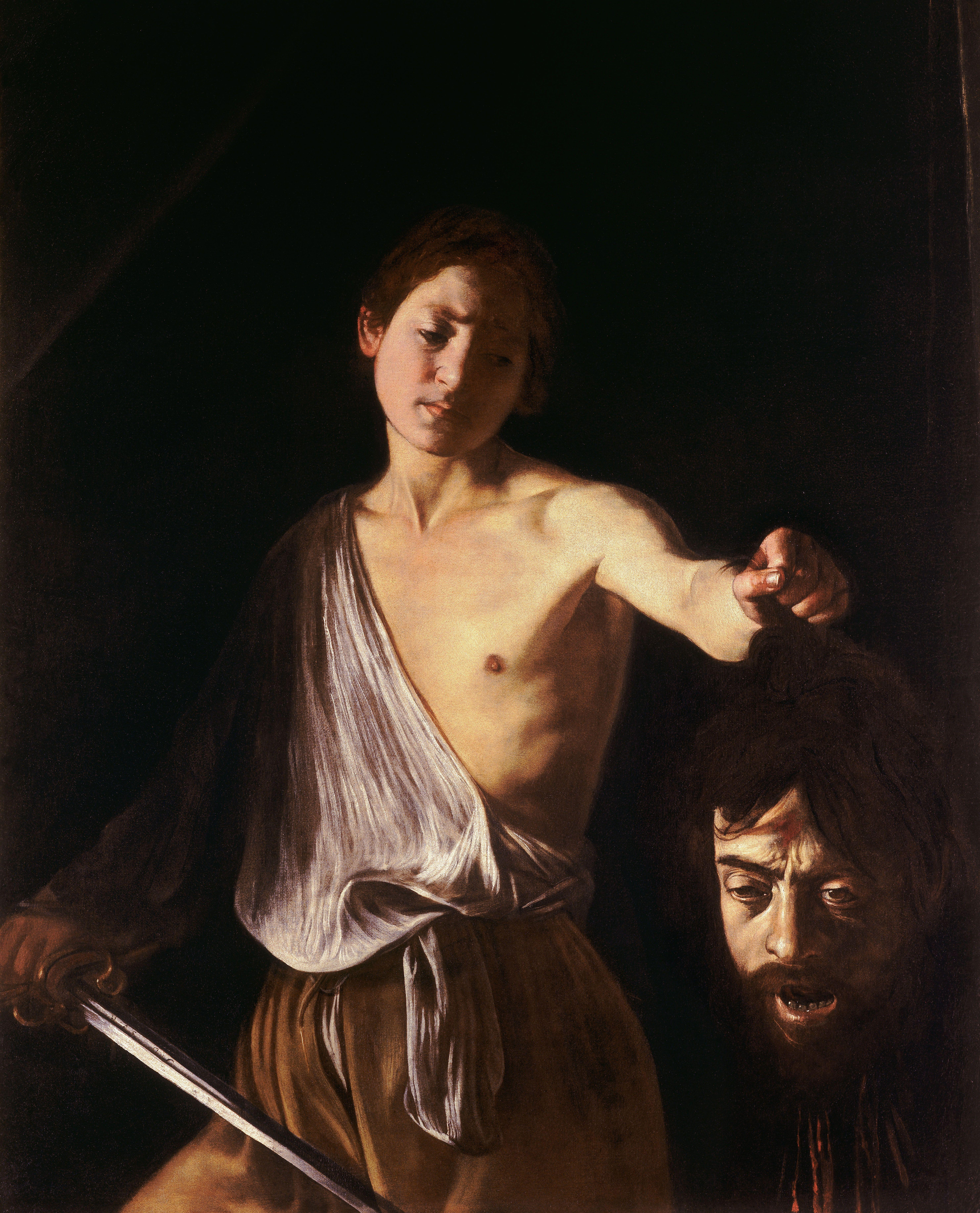
カラヴァッジョ『ゴリアテの首を持つダヴィデ』 (1609-1610年)、ボルゲーゼ美術館、ローマ

『サムエル記上』 (17章12-58) によれば、若き羊飼いのダヴィデは竪琴の名手であるだけでなく、勇敢な戦士でもあった。ある時、ダヴィデはペリシテ人との戦いで身の丈3メートルもある大男ゴリアテを額への投石の一撃だけで即死させ、彼の首を斬り落とした。これによりペリシテ人は敗走し、ダヴィデは人々の称賛を浴びて、やがて優れた軍事指導者、そしてイスラエルの王となる。ダヴィデの主題はカラヴァッジョには特別なものであったようで、本作以外にもプラド美術館 (マドリード) の『ダヴィデとゴリアテ』とボルゲーゼ美術館 (ローマ) の『ゴリアテの首を持つダヴィデ』を描いている。
本作でカラヴァッジョは風景や副次的な人物を一切取り除き、強烈な光を画面に当てることで物語を劇的に演出している。非常に若いダヴィデには自分に与えられた任務をこなそうとする強い意思がうかがわれる。服装は羊飼いのもので、肩から吊るしている袋も羊飼いが身に着けるものである。一方、肩に載せられた剣は古代のものではなく、カラヴァッジョの時代のものとなっている。
ダヴィデは力強くゴリアテの髪の毛を掴んでいる。当時、頭髪を掴まれることは屈辱とされたため、カラヴァッジョはあえてこのような描写でゴリアテの敗北を表現したのであろう。首の切断面は非常にリアルであるが、ゴリアテの顔はカラヴァッジョ自身の自画像であるとする見方がある。額の傷はダヴィデによる投石の傷であると同時に、作品の制作年が1606-1607年であるとすれば、カラヴァッジョがナポリで負傷した際の傷跡を示すともいわれる。
なお、X線画像で、本作の画面の下にはおそらくマニエリスム期の画家の手になると思われるヴィーナスとマルス、キューピッドが描かれていることが判明している。